# The Kiss (film 1916)
The Kiss è un film muto del 1916 diretto da Dell Henderson che ha come interpreti Owen Moore, Marguerite Courtot, Kate Lester, Virginia Hammond e Adolphe Menjou.

## Produzione
Il film fu prodotto dalla Famous Players Film Company.

## Distribuzione
Il copyright del film, richiesto dalla Famous Players Film Co., fu registrato il 14 ottobre 1916 con il numero LP9327.
Distribuito dalla Paramount Pictures e presentato da Daniel Frohman, il film uscì nelle sale statunitensi il 19 ottobre 1916.